# Rue Jean-Moulin (Antony)
Pour les articles homonymes, voir Rue Jean-Moulin.
La rue Jean-Moulin est une voie de la commune française d'Antony dans les Hauts-de-Seine. Elle suit la route départementale 67.

## Situation et accès

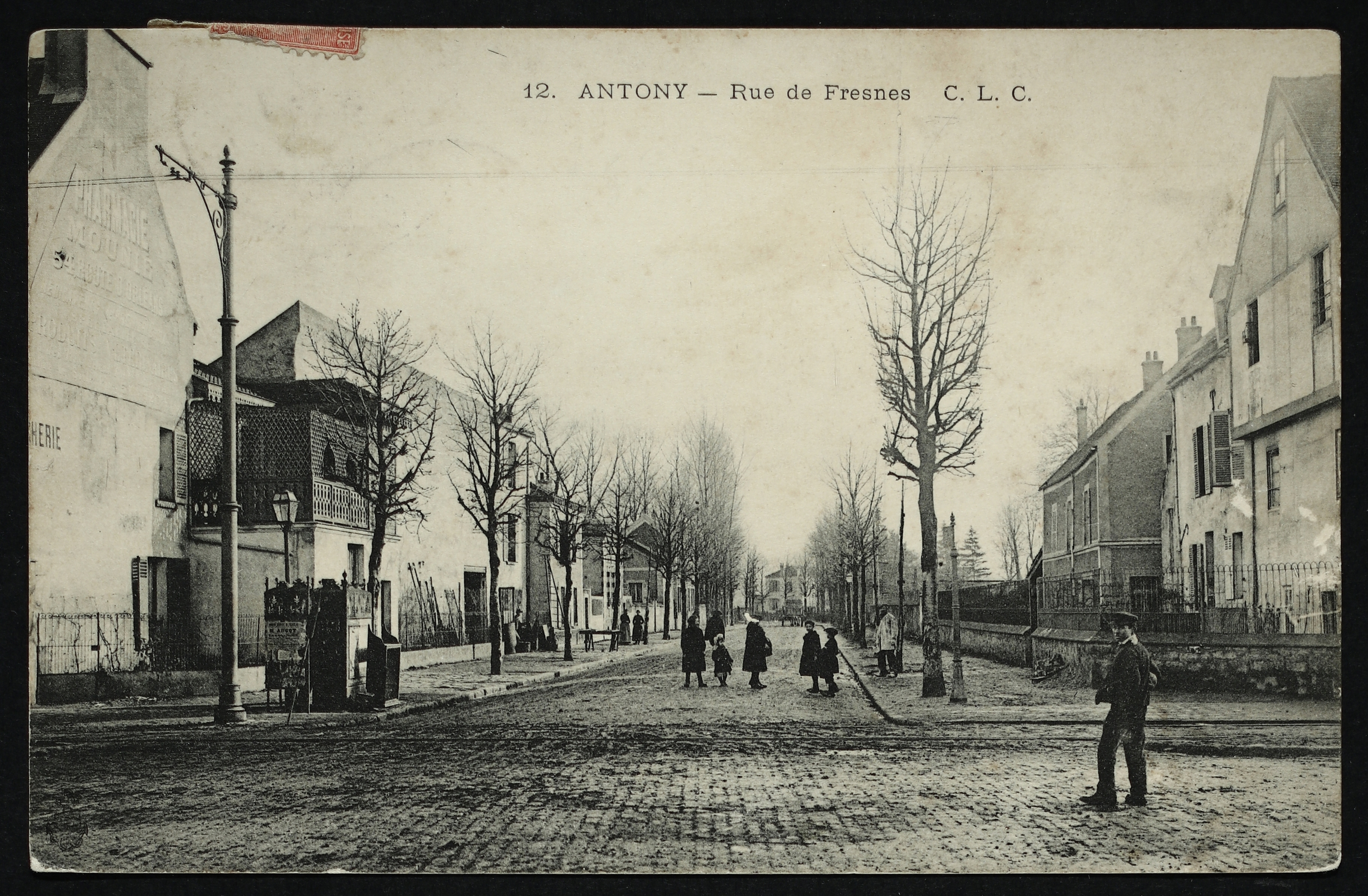
Antony - Rue de Fresnes.

Elle commence son tracé à l'ouest au carrefour de l'ancienne route nationale 20 et se termine à la limite de Fresnes.

## Origine du nom
Cette rue tient son nom de Jean Moulin (1899-1944), préfet d'Eure-et-Loir en 1940, premier président du Conseil national de la Résistance. Ce nom lui fut attribué en 1985, sous la première mandature de Patrick Devedjian.

## Historique
L'appellation historique de cette voie, route de Fresnes, provient de la ville éponyme vers laquelle elle se dirige.

## Bâtiments remarquables et lieux de mémoire
- Square Marc-Sangnier, aménagé dans les prés de la Madeleine, où passait un bras mort de la Bièvre[2].
- Au no 8, emplacement du cinéma Le Family-palace (1920-1934…) puis Le Family (…1951-1986)[3].

## Pour approfondir